# Alexandre Svirski

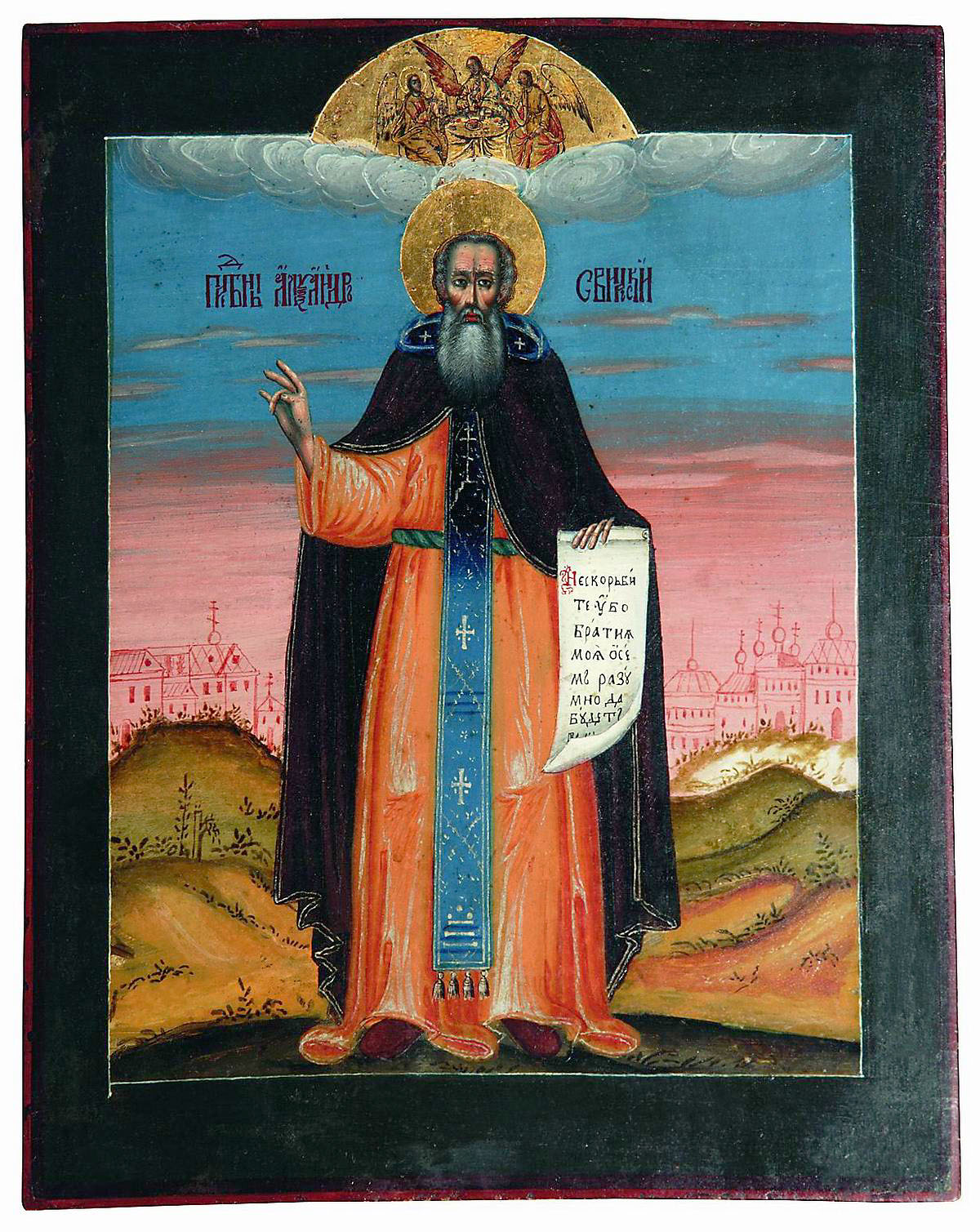
Icône du XVIIIe siècle d'Alexandre Svirsky.

Alexandre de Svir, appelé aussi Alexandre Svirsky, (1448-1533) est un saint du christianisme orthodoxe, un moine et un higoumène de l'Église orthodoxe russe.
Amos (nom donné à sa naissance) est né dans une famille paysanne de la République de Novgorod, à l'est du Lac Ladoga. À l'âge de 19 ans, il quitte la maison pour aller rejoindre le monastère de Valaam. Il devient moine et s'isole de façon occasionnelle. En 1506, Sérapion de Novgorod, archevêque de Novgorod, le nomme higoumène du monastère de la Trinité à Olonets. Ce monastère porta plus tard le nom de Monastère Saint-Alexandre-de-Svir.
Saint Alexandre est reconnu pour sa vie juste et ses miracles contemplatifs, y compris les apparitions de la Trinité et de la Vierge Marie avec l'Enfant Jésus. L'Église orthodoxe russe canonise Alexandre de Svir en 1547. Il est commémoré le 17 avril et le 30 août selon le calendrier liturgique orthodoxe.
Des reliques de saint Alexandre ont été trouvées le 17 (27) avril 1641. Selon la Vita du saint, elles ont été trouvées incorruptibles .
Le 22 octobre 1918, le cercueil d'Alexandre de Svir a été ouvert. Selon les rapports soviétiques, au lieu d'y trouver des reliques, une poupée de cire reposait à l'intérieur du cercueil,,. Selon le témoignage des moines présents, ainsi qu'une commission soviétique ultérieure sous la direction de Grigory Zinoviev, un corps humain se trouvait dans le cercueil et non pas une figure de cire,,.